# Herbert Hainer
Herbert Hainer (Dingolfing, Baviera, 3 de julho de 1954) é um gestor alemão.
Herbert Hainer é presidente do FC Bayern München AG, depois que seu amigo, Uli Hoeneß decidiu se aposentar, em 15 de Novembro de 2019. é graduado em administração de empresas e desde 2001 presidente do Conselho Executivo da adidas AG em Herzogenaurach, na Alemanha, o segundo maior fabricante de roupas desportivas do mundo, com seus 110 subsidiárias. Com mais de 46.000 funcionários no mundo, o grupo gerou em 2013 vendas de cerca de 14,6 biliões de euros. A empresa de material esportivo tem uma participação de 8,3 por cento na equipe e fornece o uniforme do time há mais de 50 anos. Para Adidas, ele começou como gerente de vendas para bolsas, raquetes e bolas. Ao longo de várias estações intermediárias como gerente de vendas, subiu como CEO em 1997, para a diretoria da corporação.